# تانگلینگ
تانگلینگ (به لاتین: Tongling) یک شهر مرکزی در جمهوری خلق چین است که در آن‌هوئی واقع شده‌است.

## خصوصیات
تانگلینگ ۲٬۹۲۴ کیلومترمربع مساحت و ۷۴۱٬۵۰۰ نفر جمعیت دارد.

## خواهرخوانده
شهرهای Borough of Halton، آنتوفاگاستا، وارزه، لیریا و Skellefteå Municipality خواهرخوانده‌های تانگلینگ هستند.